# James Waddel Alexander
James Waddel Alexander (Condado de Louisa, Virgínia, 13 de março de 1804 — Condado de Alleghany, 31 de julho de 1859) foi um ministro presbiteriano e teólogo americano que seguiu os passos de seu pai, o reverendo Archibald Alexander.

## Juventude
Alexandre nasceu em 1804 no condado de Louisa, Virgínia, filho mais velho do reverendo Archibald Alexander e de sua esposa Janetta Waddel. Nasceu na propriedade rural da família em Hopewell, perto da atual Gordonsville, na residência do seu avô materno, o pastor presbiteriano cego James Waddel, de quem recebeu o mesmo nome.
Seus irmãos mais novos são: William Cowper Alexander (1806-1874), presidente do Senado de Nova Jérsei e primeiro presidente da Equitable Life Assurance Society, e Joseph Addison Alexander (1809-1860), um estudioso da Bíblia.
Na época do nascimento de Alexander, seu pai era o presidente do Hampden–Sydney College, na Virgínia. Frequentou suas primeiras escolas na Filadélfia depois que seu pai foi chamado para servir como ministro da Terceira Igreja Presbiteriana em 1807. A família então se mudou para Princeton, Nova Jérsei, quando Archibald Alexander foi nomeado primeiro professor do Seminário Teológico de Princeton em 1812. Alexander entrou para o Colégio de Nova Jérsei (atual Universidade de Princeton) em 1817 e se graduou em 1820. Em 1824, ajudou a criar a Sociedade Chi Phi, uma organização semirreligiosa e semiliterária, que encerrou suas atividades no ano seguinte, quando se fundiu com a Sociedade da Filadélfia.

## Carreira
Após Alexander graduar-se, estudou Teologia no Seminário de Princeton. Em 1824 foi nomeado um tutor, e durante o mesmo ano foi licenciado para pregar pelo Presbitério de New Brunswick, Nova Jérsei. Foi pastor de uma igreja presbiteriana no condado de Charlotte, Virgínia 1826-1828, e da Primeira Igreja Presbiteriana de Trenton, Nova Jérsei 1829-1832.
Em 1833 foi nomeado professor de retórica e belas letras no Colégio de Nova Jérsei. Ocupou este posto até 1844, quando se tornou pastor da igreja presbiteriana da rua Duane em Nova Iorque. Atuou como professor de história eclesiástica e de governo da igreja no Seminário de Princeton de 1849 a 1851. Retornou então para a igreja de Nova Iorque, que em seu novo endereço era conhecida como a Igreja Presbiteriana da Quinta Avenida. Serviu como ministro até a sua morte.
Alexander tornou-se um incentivador de Henry Baldwin Hyde, que fundou a Equitable Life Assurance Society em 1859. Muitos dos diretores originais da companhia eram membros da Igreja Presbiteriana da Quinta Avenida recrutados por Alexander. O irmão de Alexander, William Cowper Alexander, foi nomeado o primeiro presidente da companhia. Seu filho, James Waddell Alexander, seria também mais tarde  presidente da companhia, enquanto que outro filho, William C. Alexander, serviu como secretário da companhia.

## Morte
Alexander morreu de disenteria em Red Sweet Springs, Condado de Alleghany, Virgínia em 1859. Tinha visitado as nascentes, devido à sua saúde frágil. Foi enterrado no jazigo da família no cemitério de Princeton.

## Família
Em 18 de junho de 1830, Alexander casou com Elizabeth Clarentine Cabell (1809-1885), filha de George Cabell e de Susannah Wyatt. Seu bisavô paterno, William Cabell (1699-1774), foi o patriarca da prestigiada família Cabell da Virgínia. Tiveram sete filhos:
- George Cabell Alexander (1831-1839)
- Archibald Alexander (1832-1834)
- Henry Carrington Alexander (1835-1894), autor de The Life of Joseph Addison Alexander (1870)
- James Waddell Alexander (1839-1915), presidente da Equitable Life Assurance Society, 1899-1905; sogro do pintor retratista John White Alexander e avô do matemático James Waddell Alexander II
- John Alexander (1845-1847)
- William C. Alexander (1848-1937), cofundador da Pi Kappa Alpha e secretário da Equitable Life Assurance Society
- Janetta Alexander (1850-1851)

## Trabalhos publicados
Seus trabalhos publicados incluem seus sermões e um livro sobre a vida de seu pai. A tradução inglesa de Alexander do hino O Sacred Head, Now Wounded, se tornou a versão mais amplamente utilizado em hinários dos séculos XIX e XX. Seus livros incluem: The American Mechanic and Workingman (2 vols., 1847, uma coleção de artigos para mecânicos impresso pela primeira vez sob o pseudônimo de "Charles Quill"), Thoughts on Family Worship (1847), Sacramental Addresses (1854), The Revival and its Lessons (1859), Thoughts on Preaching (1861), Faith (1862), e muitos livros juvenis para as bibliotecas das escolas dominicais.
Sua correspondência está reunida em Forty Years' Familiar Letters of James W. Alexander (2 vols., Nova Iorque, 1860), editada pelo Dr. John Hall.